# Lachlan Macruarie

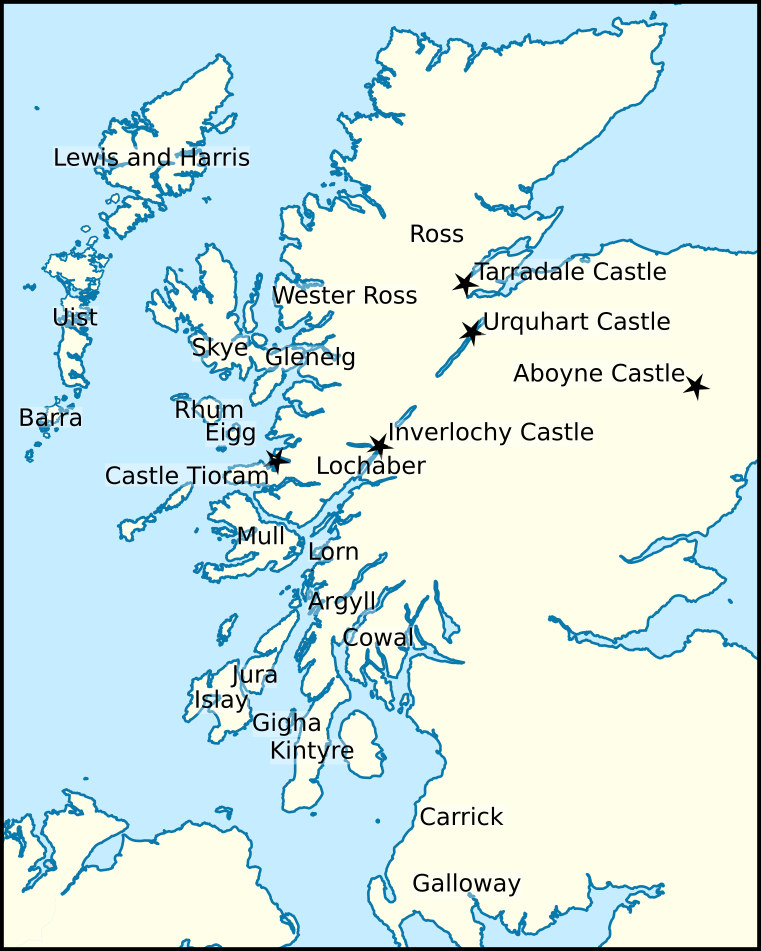
Schottland mit Orten, wo Lachlan erwähnt wurde

Lachlan Macruarie (auch Macruairi oder Macalan) († nach 1306) war ein schottischer Adliger und Seeräuber. In den Wirren des Schottischen Unabhängigkeitskampfes gegen England war er in Nordschottland eine Figur mit schlechtem Ruf, weil er ungestraft mehrfach die Seiten wechselte, durch seine Plünderungen und Überfälle für Unruhe sorgte und sich aus den eigentlichen Kämpfen heraushielt.

## Herkunft
Lachlan entstammte der Familie Macruarie. Er war ein unehelicher Sohn von Alan of Garmoran. Nach dem Tod seines Vaters nach 1286 erbte Lachlans Schwester Christina of Mar dessen Besitzungen im nordschottischen Garmoran und auf den westschottischen Inseln.

## Rolle im Schottischen Unabhängigkeitskrieg

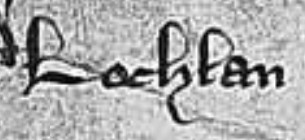
Lachlans Name in einem Manuskript aus dem frühen 14. Jahrhundert

Die westschottischen Inseln waren durch den Frieden von Perth 1266 an Schottland gefallen. In Folge der ungeklärten schottischen Thronfolge nach 1290 und des folgenden Unabhängigkeitskriegs gegen England brachen jedoch alte Rivalitäten unter den Adligen der westschottischen Inseln wieder auf, die zu zerstörerischen Kämpfen führten. Die Macruaries wurden nach 1293 zu Gegnern des schottischen Königs John Balliol, nach dem dieser versuchte, die königliche Macht nach Nordwestschottland auszudehnen. Dazu ernannte der König 1293 den Earl of Ross, den Rivalen der Macruaries um den Besitz von Kintail, Skye und den Uists, zum Sheriff. Nachdem 1296 der englische König Eduard I. den schottischen König John Balliol besiegt hatte, besetzten englische Truppen Schottland. Die Macruaries nutzen das Machtvakuum nach der Absetzung von Balliol aus. Lachlan und sein Bruder Ruairi überfielen Vasallen des schottischen Königs auf den Inseln Skye und Lewis. Da der Earl of Ross, der mächtigste Magnat in Nordschottland, aber auch die Comyns und Alexander Macdougall of Argyll in englischer Gefangenschaft waren, nutzten sie diese Gelegenheit, um zu plündern und um ihre eigene Macht zu erweitern. Daraufhin ließ der englische König Alexander Macdougall frei und ernannte Alexander Macdonald of Islay zu seinem Statthalter in Argyll und Ross. Alexander of Islay ging im Namen des englischen Königs gegen die Macruaries vor, um den Frieden in Nordwestschottland wiederherzustellen. Lachlan verbündete sich nun mit Alexander Macdougall und John Comyn of Badenoch, der im Kampf gegen die Engländer eine führende Rolle hatte. Die englische Herrschaft in Nordschottland war 1297 infolge einer Rebellion zusammengebrochen, doch der Machtkampf der rivalisierenden Adelsfamilien auf den Inseln ging weiter. Lachlan überfiel weiterhin Besitzungen der Vasallen des Earl of Ross, der noch immer in englischer Gefangenschaft war. 1299 hatte er sich allerdings mit Alexander Comyn verbündet, der auf englischer Seite stand, und plünderte mit ihm in Nordschottland Besitzungen der Rebellen gegen die englische Besatzung. 1301 gingen die schottischen Söldner Hugh Bisset und John Macsween im Auftrag des englischen Königs mit einer Flotte gegen die Rebellen auf den Hebriden vor. Vielleicht angesichts dieser Bedrohung unterwarfen sich Robert Bruce of Carrick und andere Magnaten, worauf sich wohl auch die Macruaries wenig später unterwarfen. Vermutlich erst 1304 wurde der Earl of Ross vom englischen König frei gelassen und kehrte nach Nordschottland. Lachlan fürchtete die Rache von Ross und suchte nun wieder Unterstützung beim englischen König. 1306 war er in Ebchester im County Durham, wo er Eduard I. um den Landbesitz des Rebellen Patrick Graham bat. Wenig später wird er nicht mehr erwähnt. Sein Bruder Ruairi folgte ihm nach.